# Chassaignes
Chassaignes – miejscowość i gmina we Francji, w regionie Nowa Akwitania, w departamencie Dordogne.
Według danych na rok 1990 gminę zamieszkiwało 71 osób, a gęstość zaludnienia wynosiła 12 osób/km² (wśród 2290 gmin Akwitanii Chassaignes plasuje się na 1103. miejscu pod względem liczby ludności, natomiast pod względem powierzchni na miejscu 1363.).